# Johann Friedrich Primisser
Johann Friedrich Primisser (* 21. August 1757 in Prad am Stilfserjoch als Johann Primisser; † 1. März 1812 in Innsbruck) war ein Archivar und Dichter aus Tirol.

## Leben
Primisser war Sohn eines Webers und stammte aus der Südtiroler Familie Primisser. Er erhielt den Beinamen Friedrich, um Verwechslungen mit seinem Vetter Johann Primisser zu vermeiden. Über seine Ausbildung ist wenig bekannt, außer dass sie wahrscheinlich über das normale, seiner Herkunft entsprechende Maß hinausging. Zum 9. Mai 1785 wurde er Registrant beim k.k. Gubernium in Innsbruck sowie dort im Archiv angestellt. Er hatte sich die Gunst des  Joseph Freiherrn von Sperges erworben, sodass dieser ihn 1791 in seinem Testament mit der Herausgabe seines Nachlasses beauftragte. 1792 erhielt er dazu die Unterlagen, jedoch kam es nie zu einer Veröffentlichung.
Primisser erlangte als Dichter in Tiroler Mundart Bekanntheit. Am 14. Dezember 1802 wurde er zum k.k. Wirklichen Archivar sowie zum Registratursdirektor beim Tirolischen Landesgubernium in Innsbruck befördert. Infolge des Übergangs der Herrschaft an das Königreich Bayern wurde er am 14. November 1806 in seinen Ämtern bestätigt.
Der Archivar und Historiker Gottfried Primisser, mit dem er mehrere Manuskripte anfertigte, war sein Sohn.

## Werke (Auswahl)
- Martin Sterzinger oder Der bairische Einfall ins Tirol, Wagner, Innsbruck 1782.
- Der Kaiser Maximilian auf der Martinswand bei Innsbruck und Ursprung des Adels der Hollauer, Innsbruck um 1800.
- Friedrich mit der leeren Tasche.

Manuskripte aus seinem Nachlass
- Tirolische Chronik von 1130–1299 mit einigen Excerpten in alphabetischer Ordnung
- Einleitung zur Geschichte Mainhard IV.
- Gerechtsame der Grafen von Tirol über die Stifter von Trient und Brixen
- Grabschriften zu Innsbruck
- Bruchstück einer tirolischen Geschichte bis 1199